# Louis-Gabriel-Xavier Jantzen
Louis-Gabriel-Xavier Jantzen MEP (chiń. 尚唯善; ur. 23 września 1885 w Nancy, zm. 28 sierpnia 1953 w Montbeton) – francuski duchowny rzymskokatolicki, misjonarz, wikariusz apostolski i arcybiskup Chongqingu.

## Biografia
18 września 1903 wstąpił do Towarzystwa Misji Zagranicznych w Paryżu. 26 września 1909 otrzymał święcenia prezbiteriatu i został kapłanem swojego zgromadzenia. Następnie wyjechał na misje do Chin, gdzie został przydzielony do wikariatu apostolskiego Wschodniego Syczuanu. W 1915 został zmobilizowany i powrócił do Francji, gdzie służył jako noszowy i sanitariusz, a później tłumacz chińskiego wśród chińskich robotników. Zdemobilizowany w 1919, objął obowiązki duszpasterskie w rodzinnej diecezji Nancy, aby wspomóc matkę, gdyż jego brat poległ podczas wojny. W 1922 za namową matki ponownie wyjechał do Syczuanu, gdzie otrzymał stanowisko kurialne.
13 grudnia 1925 papież Pius XI mianował go wikariuszem apostolskim Chongqingu oraz biskupem tytularnym tremityjskim. Ks. Jantzen odmówił przyjęcia godności, jednak po podtrzymaniu nominacji przez papieża 16 lutego 1926, przyjął ją. 21 września 1926 w Chongqingu przyjął sakrę biskupią z rąk koadiutora wikariusza apostolskiego Suifu Louisa-Nestora Renaulta MEP. Współkonsekratorem był wikariusz apostolski Chengdu Jacques-Victor-Marius Rouchouse MEP.
Jego pontyfikat przypadł na chińską wojnę domową. Gdy 2 kwietnia 1927 rząd francuski nakazał wszystkim Europejczykom ewakuację, bp Jantzen wysłał dwóch swoich misjonarzy do Szanghaju, a pozostałym pozostawił swobodę wyboru. Żaden z misjonarzy wikariatu nie zdecydował się na wyjazd. Kolejne trudności zaczęły się w II połowie lat 30. podczas inwazji Japonii. Chongqing został wówczas siedzibą rządu chińskiego Czang Kaj-szek. Dla wikariatu położenie w mieście o statusie stolicy kraju wiązało się z wywłaszczeniami budynków misji oraz bombardowaniem przez japońskie samoloty. W 1940 w mieście ostał się tylko jeden kościół - wybudowany przez bpa Jantzena kościół pw. św. Teresy z Lisieux. Pod gruzami legły też katolickie szkoły, budynki dzieł charytatywnych oraz rezydencja biskupia. W nocy z 30 kwietnia na 1 maja 1942 dokonano włamania do mieszkania bpa Jantzena, a hierarcha został pozostawiony nieprzytomny i zalany krwią, jednak w porę trafił do szpitala. Pod koniec wojny był wicedelegatem apostolskim przy chińskim rządze.
Za rządów bpa Jantzena następowała wymiana misjonarzy na księży pochodzących z miejscowej ludności. 2 sierpnia 1929 z podległego mu wikariatu wydzielono wikariat apostolski Wanzhou, który został powierzony miejscowemu duchowieństwu i chińskiemu biskupowi.
Po kapitulacji Japonii zajął się odbudową wikariatu. 11 kwietnia 1946 wikariat apostolski Chongqing został podniesiony do rangi archidiecezji. Tym samym bp Jantzen został arcybiskupem Chongqingu.
Po zwycięstwie komunistów w chińskiej wojnie domowej i nastaniu prześladowań w 1950 kilkukrotnie składał prośby o rezygnację. 24 października 1950 została ona przyjęta, wraz z nadaniem mu arcybiskupstwa tytularnego Phasis, ale papież polecił mu w dalszym ciągu administrować archidiecezją. Wyznaczono mu wówczas wikariusza kapitulnego ks. Che. 3 czerwca 1950 po mszy świętej duchowni i wierni zostali zaproszeni na demonstrację przeciwko internuncjuszowi apostolskiemu abp Antonio Riberiemu. Ks. Che przyłączył się do żądań demonstrantów, za co na polecenie bpa Jantzena 6 czerwca odbył publiczną pokutę. Po tym wydarzeniu komuniści interweniowali bpa Jantzena oraz aresztowali chińskich księży, którzy sprzeciwiali się ruchowi reformatorskiemu. 25 sierpnia 1951 sąd ludowy skazał bpa Jantzena na wysoką grzywnę. W areszcie domowym przebywał do kwietnia 1952, gdy został wydalony do Hongkongu. W tym czasie potajemnie utrzymywał łączność ze swoją diecezją.
16 kwietnia 1952 przekroczył granice hongkońską. 1 maja tr. powrócił do Francji, gdzie już ciężko schorowany z powodu warunków aresztu i nieleczonej choroby, trafił do szpitala. Przez kolejne lata pracował duszpastersko w ojczyźnie. 28 sierpnia 1953 zmarł w sanatorium w Montbeton.